# 鄞州区现代有轨电车实验线
鄞州区现代有轨电车实验线是中国浙江省宁波市鄞州区曾经规划的一条有轨电车线路。线路总长8.16千米，始于姜山镇，终于宁南立交，共设有12座车站。线路由鄞州区和南车株洲电力机车共同建设，原计划于2017年2月建成通车，现已暂停实施，实验线全线为地面线路，采用超级电容供电，接触网仅在车站设置。

## 线路
鄞州区现代有轨电车实验线起点为姜山镇境内的南大东路站。此后沿天童南路向北，线路、车站均沿路中设置，至鄞州大道折向西，改为沿鄞州大道北侧绿化带行进，与地铁3号线平行。此后线路至宁南南路折向北，沿宁南南路、宁南北路路中行进，直至宁南北路与嵩江中路路口南侧，全长8.16公里。

## 项目历史
鄞州区现代有轨电车实验线的历史始于2010年6月。当时，宁波市政府与中国南车集团签署合作协议，建设南车宁波产业基地，并在鄞州区内建设用于运营的低地板有轨电车实验线。2012年11月，南车株洲电力机车与鄞州区政府签订协议，同时组建宁波现代城市交通开发建设有限公司负责有轨电车实验线的开发。该项目于2014年6月4日获得宁波市发改委批复。

## 车站
鄞州区现代有轨电车实验线共设有12站，平均站间距723米。设有一座换乘站（交通枢纽站），与宁波轨道交通3号线换乘。一期12座车站全部为地面车站。其中，2座车站为岛式车站，3座车站为对称侧式车站，其余车站均为分离侧式车站。
一期车站列表如下：
|                              | 站名 | 里程（km）  | 换乘路线 | 所在地           | 车站形式 |
| 有轨电车实验线一期（规划中） |      |             |          |                  |          |
| 南大东路                     | 0.00 |             | 鄞州区   | 地面岛式车站     |          |
| 北大路                       | 0.81 |             | 鄞州区   | 地面分离侧式车站 |          |
| 石家村                       | 1.83 |             | 鄞州区   | 地面分离侧式车站 |          |
| 蕙江路                       | 2.63 |             | 鄞州区   | 地面分离侧式车站 |          |
| 茶桃路                       | 3.29 |             | 鄞州区   | 地面分离侧式车站 |          |
| 环球城                       | 3.99 |             | 鄞州区   | 地面侧式车站     |          |
| 交通枢纽                     | 4.45 | 地铁■ 3号线 | 鄞州区   | 地面侧式车站     |          |
| 南部商务区                   | 5.27 |             | 鄞州区   | 地面分离侧式车站 |          |
| 鄞州公园                     | 5.96 |             | 鄞州区   | 地面分离侧式车站 |          |
| 鄞县大道                     | 6.59 |             | 鄞州区   | 地面分离侧式车站 |          |
| 万达广场                     | 7.34 |             | 鄞州区   | 地面岛式车站     |          |
| 宁南立交南                   | 7.95 |             | 鄞州区   | 地面侧式车站     |          |

## 列车

### 列车简介
鄞州区现代有轨电车实验线采用南车株洲电力机车生产的100%低地板有轨电车。列车为四模块，三动一拖，设计最高时速70公里，平均运营时速为23公里。车辆采用超级电容驱动，区间不设置接触网，而在车站顶部设置直流900V电压架空刚性接触网，用于车辆运行中的充电。实验线将订购10组列车，每组列车售价约为2000万元人民币。

### 列车参数
- 供电方式：超级电容供电，最大充电时间30秒
- 供电电压：直流500V-900V
- 轨距：1435mm
- 列车编组：四模块编组，三动一拖
- 轴重：10t
- 车辆宽度：2650mm
- 列车长度：36548mm
- 车辆高度：3680mm
- 电机传动方式：VVVF交流传动
- 平均启动加速度：≥0.95m/s2
- 车辆运行速度：最大可运行车速70km/h，实际全程平均旅行车速23km/h，城市人口密集区域站间最高运行车速<35km/h，进出站车速<10km/h

## 附属设施

### 车辆基地
鄞州区现代有轨电车实验线车辆基地位于宁南北路与嵩江中路路口西北象限，占地面积4.9公顷，承担线路车辆的车辆检修、综合维修、物资存放和培训功能。